# Post Mortem (videojuego)
Post Mortem es un videojuego de aventuras desarrollado por Microïds en el año 2002. El juego fue creado por Benoît Sokal, conocido por sus trabajos en la serie Syberia. El juego fue lanzado para PC y recibió críticas generalmente positivas por parte de la prensa especializada. [cita requerida]

## Argumento
La historia de Post Mortem se desarrolla en la ciudad de París, en el año 1920. El jugador toma el papel de Gus MacPherson, un ex detective privado que se ha retirado de su carrera debido a un incidente traumático. Sin embargo, Gus es llamado de nuevo al mundo de la investigación cuando una misteriosa mujer, Sophia Blake, le contrata para investigar el asesinato de su hermana y su cuñado. Gus se ve envuelto en una intrincada trama llena de giros inesperados y peligros, que lo llevará a recorrer los rincones más oscuros de la ciudad de París en busca de pistas.[cita requerida]

## Jugabilidad
Post Mortem es un juego de aventuras en tercera persona, con gráficos en 2D y escenarios renderizados en 3D. El jugador interactúa con el entorno a través de una interfaz point-and-click, en la que puede examinar objetos, hablar con personajes y resolver acertijos para avanzar en la trama. El juego cuenta con una mecánica de inventario, en la que el jugador debe recolectar y combinar objetos para resolver algunos de los acertijos más complejos del juego.[cita requerida]

## Recepción
Post Mortem recibió críticas generalmente positivas por parte de la prensa especializada en su lanzamiento. La revista PC Gamer le otorgó una calificación de 82/100, destacando la trama intrincada y los acertijos bien diseñados del juego. Adventure Gamers le otorgó una calificación de 4/5, destacando los gráficos y la atmósfera oscura del juego.
Sin embargo, algunos críticos señalaron que el juego podía ser demasiado difícil para algunos jugadores, y que la interfaz point-and-click podía ser un poco incómoda de usar en algunos momentos. En general, sin embargo, Post Mortem es considerado un juego sólido de aventuras, con una trama intrigante y una ambientación impresionante.[¿según quién?]